# (22630) Wallmuth
(22630) Wallmuth (1998 KH45) – planetoida z grupy pasa głównego asteroid okrążająca Słońce w ciągu 3,82 lat w średniej odległości 2,44 j.a. Odkryta 22 maja 1998 roku.